# 阿部良雄
阿部 良雄（あべ よしお、1932年5月23日 - 2007年1月17日）は、日本のフランス文学者、翻訳家。東京大学名誉教授。

## 人物
東京に生まれる。東京大学文学部仏文科卒業、同大学院修了。フランス政府招聘留学生として高等師範学校（エコール・ノルマル・シュペリユール）に学び、パリのCNRS（国立科学研究センター）研究員、東洋語学校講師として長くパリに滞在。その間、中央大学助教授の職も経験。1970年より東京大学教養学部助教授、1976年教授。1993年定年退官後は上智大学教授。同大学を退任後は、帝京平成大学文化情報学科教授。
ボードレール研究の第一人者で、『ボードレール全集』の個人完訳を刊行、『シャルル・ボードレール 現代性の成立』で博士号取得、和辻哲郎文化賞、日仏翻訳文学賞受賞。
父は英米文学者・作家の阿部知二。妻はフランス文学・美術研究者・詩人の與謝野文子（与謝野晶子の孫）、弟に美術評論家の阿部信雄。娘は美術史研究者の阿部真弓（イタリア政府給費留学生、日本学術振興会特別研究員、独立行政法人国立美術館・国立新美術館勤務を経て、国立西洋美術館リサーチフェロー）。義兄弟に与謝野馨、与謝野達（BNPパリバ(本部フランス)日本支店勤務のバンカー）。
2007年1月17日11時30分、急性心筋梗塞のため東京都世田谷区の自宅で死去、74歳没。
『水声通信No.18　 特集阿部良雄の仕事』（2007年6月号、水声社）が追悼出版された。　

## 著作
- 『若いヨーロッパ - パリ留学記』（河出書房新社） 1962。中公文庫 1979、復刊1991
- 『夢の展開』（私家版） 1965
- 『西欧との対話 - 思考の原点を求めて』（河出書房新社） 1972。第三文明社 レグルス文庫 1991
- 『群衆の中の芸術家 - ボードレールと十九世紀フランス絵画』（中央公論社） 1975。中公文庫 1991。ちくま学芸文庫 1999。各・改訂版
- 『悪魔と反復 - ボードレール試解』（牧神社） 1975
- 『絵画が偉大であった時代』（小沢書店） 1980
- 『ひとでなしの詩学』（小沢書店） 1982
- 『イメージの魅惑』（小沢書店） 1990
- 『モデルニテの軌跡 - 近代美術史再構築のために』（岩波書店） 1993
- 『シャルル・ボードレール - 現代性の成立』（河出書房新社） 1995

### 共著
- 『ボードレールによるエチュード』（佐藤東洋麿共著、朝日出版社） 1977
- 『ヨーロッパ・ロマン主義を読み直す』（山内久明・高辻知義共著、岩波書店） 1997

## 編著
- 『新しいフランス』（渡辺一夫共編、河出書房新社） 1964
- 『ユリイカ臨時増刊 ボードレールの世界』1973年5月号（青土社）、単行判 1976
- 『クールベ』（講談社、現代世界美術全集5） 1981
- 『宮川淳著作集』全3巻（美術出版社） 1980-81、新装版 1999[2]
- 『バルテュス』（與謝野文子共編、白水社） 1986、新装版 2001

## 翻訳
- 『パリの家』（エリザベス・ボウエン、阿部知二共訳、集英社・世界文学全集） 1967 / 集英社文庫 1977
- 「磁場」「処女懐胎」（アンドレ・ブルトン、人文書院「ブルトン集成3・4」に収録） 1970
- 『女帝の罠』（カミーユ・ブールニケル、河出書房新社、今日の海外小説） 1972
- 『ポンジュ人・語・物』（フランシス・ポンジュ、筑摩書房） 1974
- 『オディロン・ルドン』（ジャン・カスー、小学館、ファブリ版世界の美術12・印象派の巨匠たち） 1976
- 『ボードレール』（ジョルジュ・ブラン、及川馥共訳、牧神社） 1977 / 沖積舎 1988
- 『クールベ 画家のアトリエ』（ベネディクト・ニコルソン、「アート・イン・コンテクスト」みすず書房） 1978
- 『十九世紀フランス詩』（ドミニック・ランセ、佐藤東洋麿共訳、白水社、文庫クセジュ） 1979
- 『ヴァン・ゴッホ』（カミーユ・ブールニケル、小学館、世界伝記双書） 1983
- 『ミツ - バルテュスによる四十枚の絵』（バルテュス、風信社） 1986 / 改訂・河出書房新社 2011
- 「文学的交響曲」（ステファヌ・マラルメ、筑摩書房、『マラルメ全集 2』に収録） 1989 - 編集委員
- 『マリー・ローランサン』（ジョゼ・ピエール、美術公論社） 1991
- 『フランシス・ポンジュ詩集』（フランシス・ポンジュ、小沢書店） 1996

### イヴ・ボヌフォワ
- 『ランボー』（イヴ・ボヌフォワ、人文書院） 1967、新版1977
- 『現前とイマージュ』（イヴ・ボヌフォワ、兼子正勝共訳、朝日出版社） 1985
- 『ありそうもないこと - 存在の詩学』（イヴ・ボヌフォワ、宮川淳ほか共訳、現代思潮新社） 2002
- 『マラルメの詩学』（イヴ・ボヌフォワ、菅野昭正共訳、筑摩書房） 2003

### シャルル・ボードレール
- 『ボードレール全集』全4巻（福永武彦編者代表、人文書院） 1963 - 1964 - 訳者の一員
- 「ボードレール全集」全6巻（筑摩書房） 1983 - 1993
『ボードレール全集I 悪の華』
『ボードレール全集II 文芸批評』
『ボードレール全集III 美術批評 上』
『ボードレール全集IV 散文詩 / 美術批評 下 / 音楽批評 / 哀れなベルギー』
『ボードレール全集V 人工天国 / 小説 / 演劇 / ジャーナリズム』
『ボードレール全集VI 内面の日記 / 書簡 / 年譜・書誌・索引』
- 「ボードレール全詩集」全2巻（ちくま文庫） 1998
『ボードレール全詩集1 悪の華、漂着物、新・悪の華』
『ボードレール全詩集2 小散文詩 パリの憂鬱・人工天国他』
- 「ボードレール批評」全4巻（ちくま学芸文庫） 1999
『ボードレール批評1 美術批評』
『ボードレール批評2 美術批評2 / 音楽批評』
『ボードレール批評3 文芸批評』
『ボードレール批評4 アフォリズム / 書簡』